# Giovani Lo Celso
Giovani Lo Celso (født 9. april 1996) er en argentinsk professionel fodboldspiller, som spiller for La Liga-klubben Real Betis og Argentinas landshold.

## Klubkarriere

### Rosario Central
Lo Celso startede sin karriere hos Rosario Central i sin fødeby. Han debuterede for førsteholdet i juli 2015.

### Paris Saint-Germain
Lo Celso skiftede i juli 2016 til Paris Saint-Germain. Som del af aftalen blev han lejet tilbage til Rosario Central for resten af 2016.
Han debuterede for PSG-holdet i april 2017 og spillede i størstedelen af kampene i 2017-18 sæsonen.

### Real Betis
Lo Celso skiftede i august 2018 til Real Betis på en lejeaftale som inkluderede en købsoption. Denne option blev taget i april 2019, og han skiftede til klubben på en fast aftale.

### Tottenham Hotspur
Lo Celso skiftede i august 2019 til Tottenham Hotspur, igen på en lejeaftale med en købsoption. Dog hans debutsæson var skadesplaget, så blev aftalen gjort permanent i januar 2020.

#### Leje til Villareal
Lo Celso blev i januar 2022 udlejet til Villareal for resten af 2021-22 sæsonen. I august 2022 blev aftalen forlænget til og med 2022-23 sæsonen.

### Real Betis retur
Lo Celso skiftede i august 2024 tilbage til Real Betis på en fast aftale.

## Landsholdskarriere

### Olympiske landshold
Lo Celso var del af Argentinas trup til sommer-OL 2016.

### Seniorlandshold
Lo Celso debuterede for Argentinas landshold den 11. november 2017. Han har været del af Argentinas trupper til flere internationale turneringer, herunder Copa América 2021, hvor at Argentina vandt turneringen.

## Titler
Paris Saint-Germain
- Ligue 1: 1 (2017-18)
- Coupe de France: 2 (2016-17, 2017-18)
- Coupe de la Ligue: 1 (2017-18)
- Trophée des Champions: 2 (2017, 2018)

Argentina
- Copa América: 1 (2021)